# Temmesjoki
Der Temmesjoki ist ein 80 km langer Fluss in Nordösterbotten in Finnland. Das Einzugsgebiet umfasst 1180,7 km².
Der Fluss hat seinen Ursprung westlich des Oulujärvi. Von dort fließt er in nordwestlicher Richtung zum Bottnischen Meerbusen. Tyrnävänjoki und Ängeslevänjoki sind größere Nebenflüsse des Temmesjoki.
Ein Teil des südlich verlaufenden Liminganjoki fließt über einen Kanal dem Temmesjoki wenige Kilometer vor dessen Mündung zu.
Die finnische Staatsstraße 4 verläuft ein Stück entlang dem Flusslauf des Temmesjoki. Die Orte Temmes und Ala-Temmes befinden sich am Flusslauf. 